# Еврейская свадьба

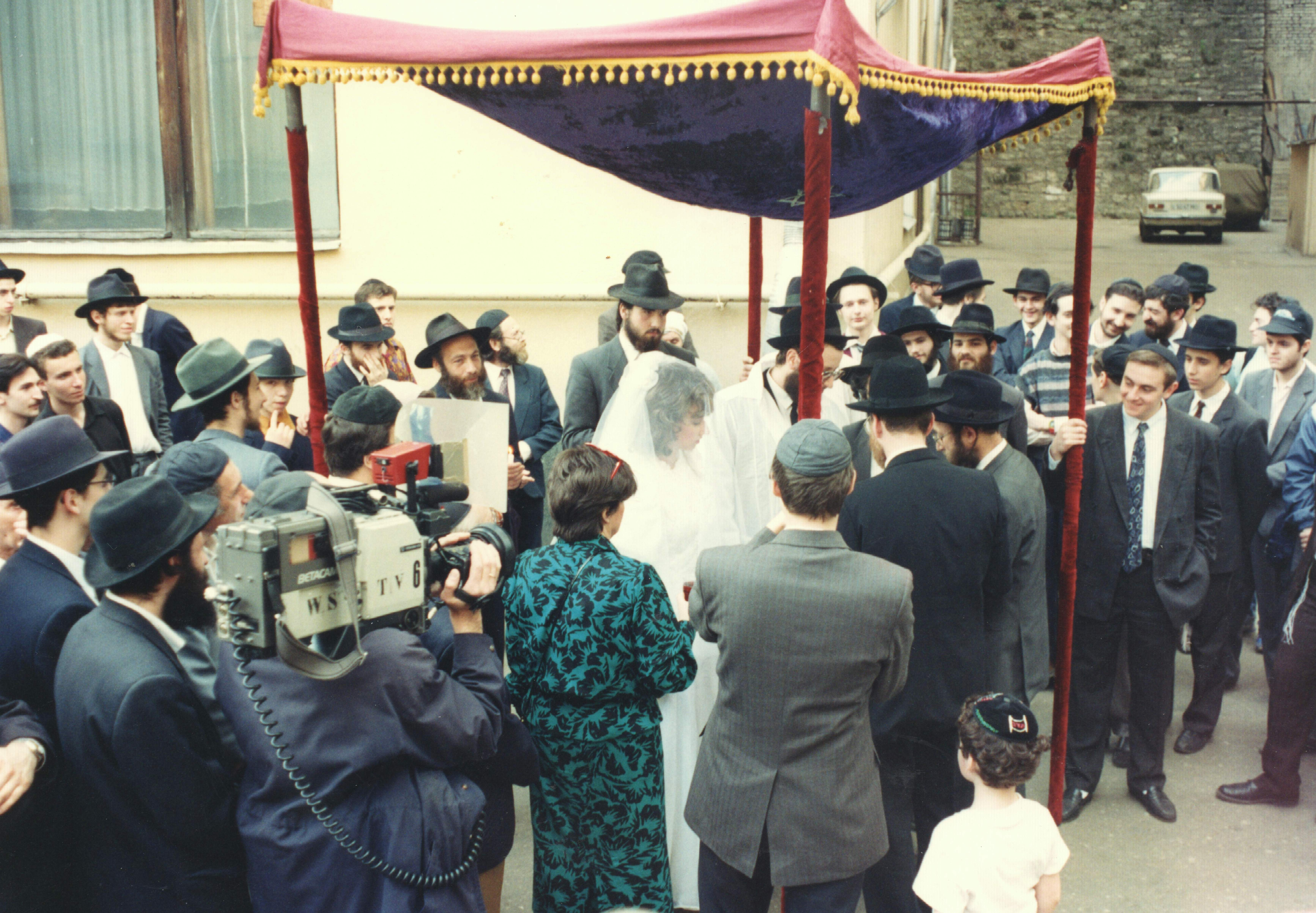
Еврейская свадьба в Москве

Евре́йская сва́дьба — свадебная церемония согласно еврейской традиции. Основной составляющей свадьбы является нисуи́н — второй этап еврейского бракосочетания. Для совершения нисуина пара должна встать под хупой, хотя еврейский брак считается действительным и в отсутствие хупы. Существуют, однако, и другие взгляды.
Для традиционной хупы, особенно в ортодоксальном иудаизме, рекомендуется, чтобы непосредственно над ней было небо. Если церемония бракосочетания проводится в помещении, в зале, то иногда сооружается специальное отверстие, чтобы можно было открыть его во время церемонии. Многие хасиды предпочитают проводить всю церемонию на открытом воздухе. Говорят, что на церемонии хупы присутствуют предки новобрачных.

## История

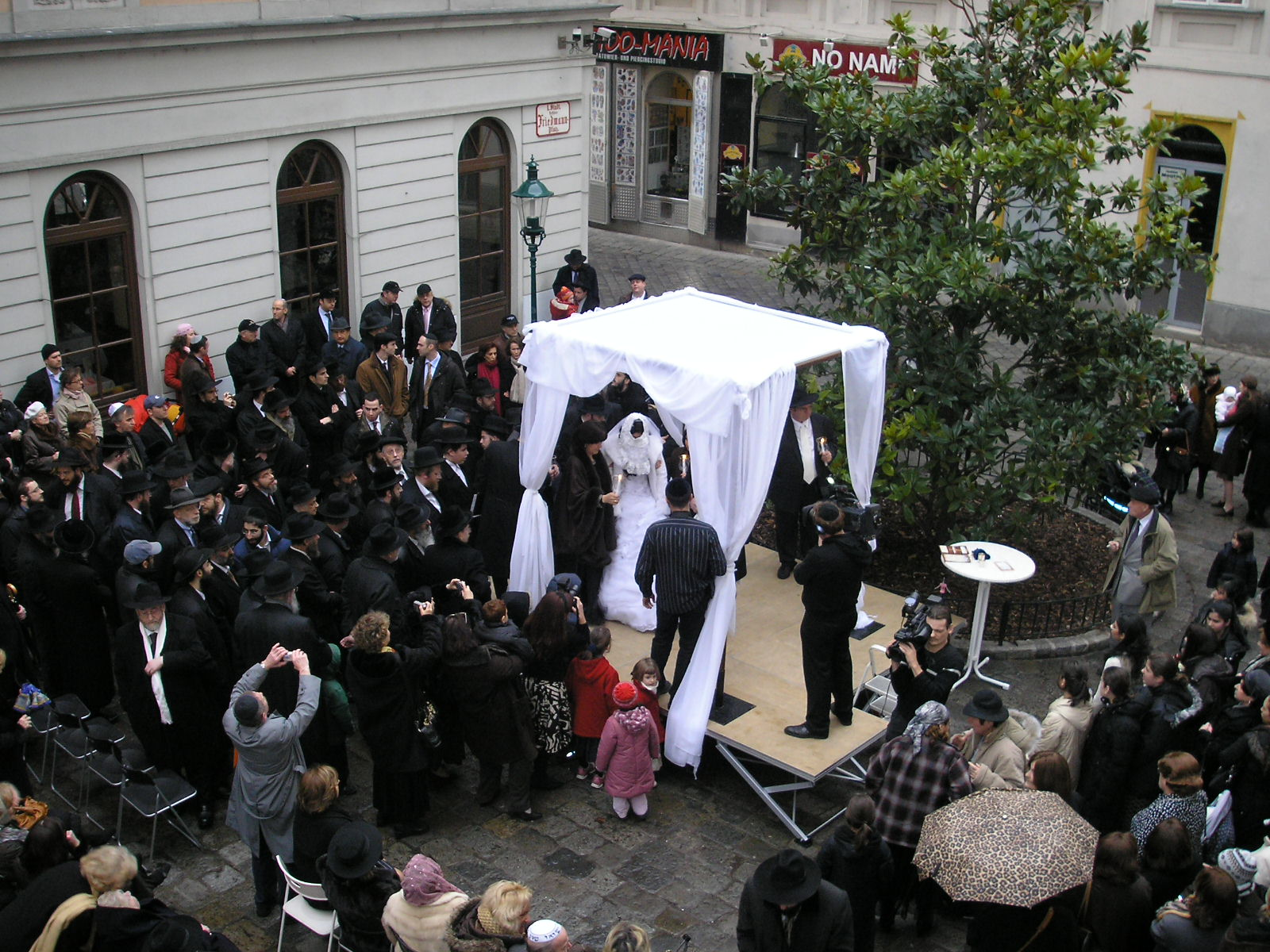
Ортодоксальная еврейская свадьба в первом округе Вены, рядом с Юденгассе, 2007 год

Слово «хупа» есть в Танахе (Иоил. 2:16; Пс. 19:5). Абрахам П. Блох утверждает, что связь между термином хупа и церемонией бракосочетания «может быть прослежена до Библии», однако «физический внешний вид хупы и её религиозное значение претерпели с тех пор множество изменений».
В библейские времена пара консуммировала свой брак в комнате (см. хадар-йихуд).
В талмудические времена комната, в которой консуммировался брак, называлась «хупа». В вавилонском Талмуде имеется, однако, упоминание о свадебном балдахине (Гиттин 57a), «в обычае было, когда рождался мальчик, сажать кедр, и когда рождалась девочка — сажать сосну, а когда они женились, дерево срубали и из ветвей делали балдахин».
Еврейские бракосочетания состоят из двух частей — церемония обручения, известная как эруси́н (или кидуши́н), и собственно церемония бракосочетания, известная как нисуи́н. Первая церемония (обручение, которое сегодня совершается, когда жених вручает невесте обручальное кольцо) запрещает невесту всем остальным мужчинам и не может быть аннулирована без религиозного развода (гет). Вторая церемония разрешает невесту её мужу. Изначально две церемонии обычно совершались по отдельности. После первоначального обручения невеста жила со своими родителями вплоть до дня проведения церемонии фактического бракосочетания; церемония свадьбы происходила затем в комнате или шатре, который оборудовал для невесты жених. После церемонии невеста и жених проводили час вместе в обычной комнате, а затем невеста входила в хупу и после получения её разрешения жених присоединялся к ней.
В Средние века эти два этапа всё более объединялись в одну церемонию (которая, начиная с XVI века стала «практически повсеместной еврейской традицией»), и хупа утратила своё первоначальное значение, будучи заменена иными различными обычаями. Действительно, в послеталмудические времена использование покоя хупы сошло на нет; традиция, которая приобрела наибольшую распространённость вместо этой состояла в «выполнении всей объединённой церемонии под балдахином, к которому тогда стал применяться термин „хупа“ и в восприятии вхождения невесты под балдахин как символа консуммации брака». Балдахин «вызывал ассоциацию с комнатой».

## Символика

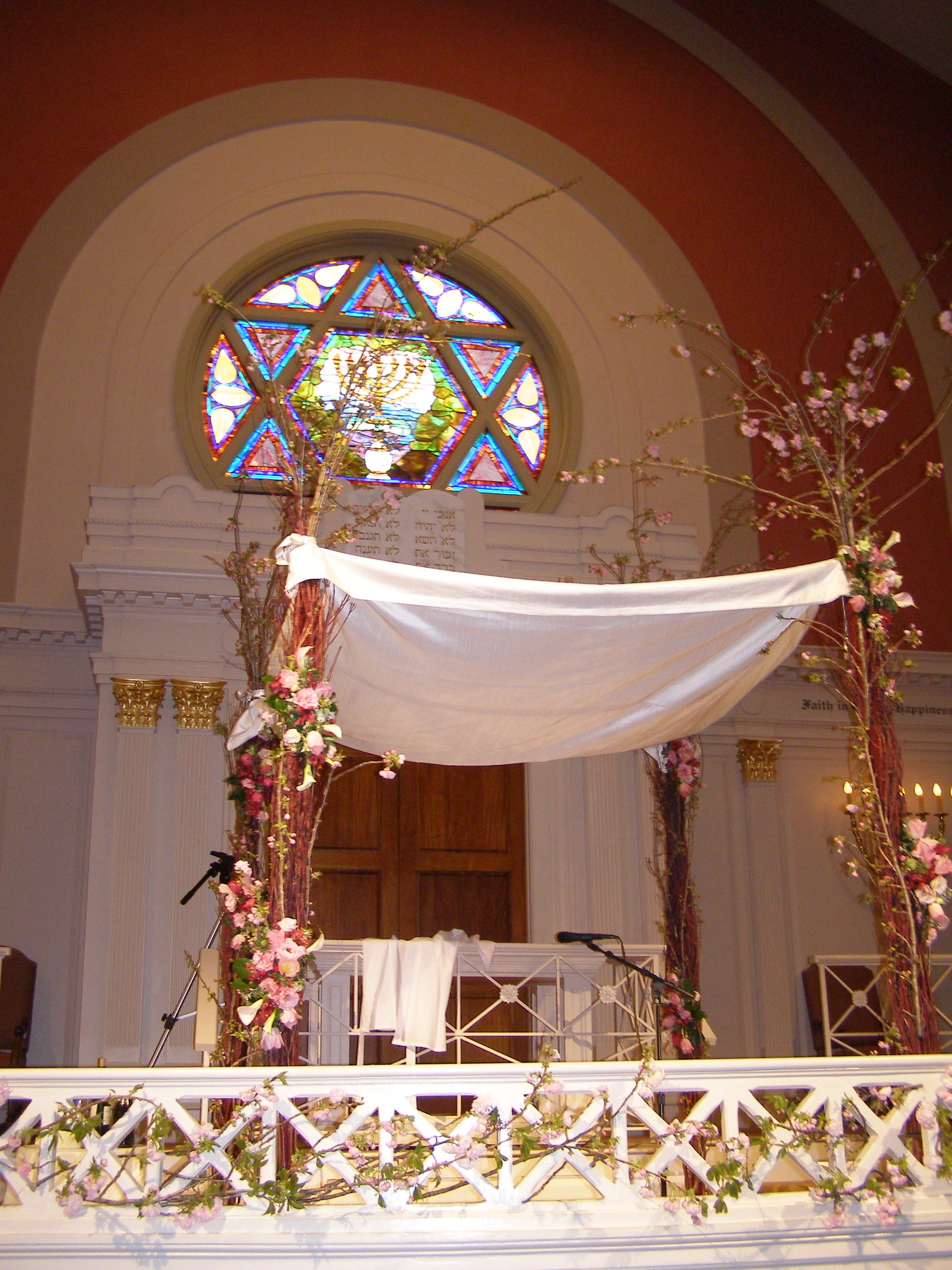
Хупа в синагоге на Шестой и Первой в Вашингтоне

Хупа олицетворяет еврейский дом, символизируемый тканевым балдахином и четырьмя столбами. Точно как хупа открыта со всех четырёх сторон, так и шатёр Авраама был открыт в знак гостеприимства. Таким образом хупа олицетворяет радушие по отношению к гостям. Этот «дом» изначально лишён мебели, в напоминание о том, что основа еврейского дома — это живущие в нём люди, а не имущество. В духовном смысле покрывало хупы олицетворяет то, что брачный обет осенён Богом. Как кипа служила напоминанием о присутствии Бога надо всем сущим (а также символом отделённости от Бога), так хупа была воздвигнута с тем, чтобы обозначить, что церемония и институт брака имеет божественные истоки.
Жених первым входит в хупу; это означает, что он владеет домом от имени пары. Когда в хупу после этого заходит невеста, это означает, что жених как бы даёт ей кров или одежду, тем самым показывая свои новые обязанности по отношению к ней.

## Этапы обряда

### Покрывание невесты, унтерфиреры и обход жениха
В ашкеназских сообществах перед тем, как войти под хупу, жених закрывает лицо невесты (обычно вуалью, известной под названием бадекен на идиш или хинума на иврите). Часто для невесты читается молитва, в основе которой лежат слова, сказанные Ревекке «да родятся от тебя тысячи тысяч, и да владеет потомство твое жилищами врагов твоих» (Быт. 24:60). Происхождение этой традиции и её изначальная цель оспариваются. Существует мнение, что хупа означает «укрывание лица невесты» и, таким образом, укрывание брачующейся пары. Другие предполагают, что целью было дать окружающим возможность наблюдать акт закрывания, формализуя тем самым дом семьи в сообществе, так как этот обряд является публичной частью свадьбы. Общепринятой считается версия о том, что это напоминает еврейскому народу, как Лаван обманом заставил Иакова жениться на Лее прежде Рахили, так как лицо невесты было закрыто вуалью (см. Ваеце (недельная глава)). В сефардских сообществах хинума не практикуется. Вместо этого под хупой пару вместе оборачивают в талит.
Во многих сообществах жениха ведут под хупу двое отцов, а невесту — двое матерей, которых называют унтерфиреры (букв. «те, кто ведёт под»).
Войдя под хупу, невеста по традиции 3 (или 7) раз обходит вокруг жениха. Эта традиция может вести своё начало от Иер. 31:22 «женщина мужчину пусть окружит». Три круга могут представлять три добродетели брака (праведность, справедливость и любящую доброту, см. Ос. 2:21). Семь кругов происходят от библейского концепта, что число семь в иудаизме означает совершенство или завершённость. Сефардские евреи не совершают эту церемонию.

### Вручение кольца (обручение)
На традиционных свадьбах перед обручением читаются два благословения: благословение над вином и обручальное благословение, указанное в Талмуде. Затем пара пробует вино.
Жених вручает невесте кольцо — традиционно, плоский свадебный ободок, и торжественно провозглашает «вот, с этим кольцом ты посвящаешься мне согласно закону Моисея и Израиля». Жених надевает кольцо на правый указательный палец невесты. Согласно традиционному еврейскому закону 2 правомочных свидетеля должны видеть, как он надевает кольцо.
Во время некоторых эгалитарных свадеб невеста также преподносит кольцо жениху, часто с цитатой из Песни Песней «ани ле-доди ве-доди ли» («я принадлежу возлюбленному моему, а мой возлюбленный принадлежит мне»), которая может также быть выгравирована на самом кольце. Иногда это кольцо преподносится вне хупы, чтобы избежать конфликтов с еврейским законом.

### Биркат ха-мазон
После еды читают биркат ха-мазон, а после — шева брахот. На свадебном банкете текст благословений, предшествующих биркат ха-мазон слегка отличается от повседневной версии. Гостям могут раздавать молитвенные книжечки (бенчеры). После молитв читают благословение над вином, при этом 2 бокала вина сливают воедино в третий бокал, что символизирует порождение новой совместной жизни.

### Шева брахот
Шева брахот («семь благословений») читает хаззан (или раввин), или избранные гости, каждого из которых вызывают по отдельности. Быть вызванным для оглашения одного из семи благословений считается честью. Жениху дают бокал вина, из которого он пьёт после семи благословений. Невеста также пьёт вино. В некоторых традициях бокал к губам жениха подносит тесть, а к губам невесты — свекровь. Касательно того, поются ли дополнительно песни перед семью благословениями, традиции различаются.

### Разбивание стакана

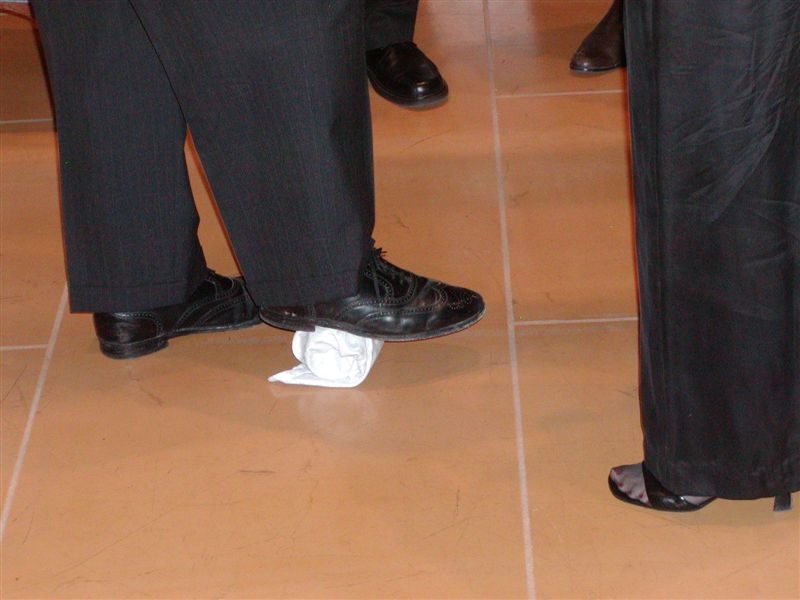
Жених разбивает стакан

Одним из характерных эпизодов иудейской свадебной церемонии, используемых в различных общинах, является разбивание стакана после надевания кольца на палец невесте либо в конце свадьбы. Стакан, как правило (для безопасности), оборачивают тканью или фольгой; жених разбивает его правой ногой, при этом гости кричат «мазл тов» («на счастье», букв. «благоприятного созвездия»). При современном использовании стакан зачастую заменяют лампой накаливания подходящего размера, которая легче бьётся из-за более тонкого стекла, при этом производит более громкий звук.
Происхождение этой части обряда точно не известно, однако её обычно объясняют как привнесение в радость свадьбы умеренности и памяти о трагедиях истории еврейского народа. Это «осмысление» обычно отсылает к двум эпизодам Талмуда о раввинах, которые разбивали предмет посуды на бракосочетаниях своих сыновей, чтобы умерить пыл празднования. Более известной является версия о том, что стакан разбивается в память о продолжающемся трауре по разрушению Храма; это подчёркивают тем, что жених при этом произносит (на древнееврейском или родном языке) стихи 5—6 из 136-го псалма, известные по строке «…если забуду тебя, о Иерусалим, пусть забудет меня десница моя…». Известны и другие объяснения обряда.
Бывший главный сефардский раввин Израиля О. Йосеф критиковал то, как этот обряд обычно проходит при «полутрадиционных» свадьбах: «Многие люди, не наделённые знанием, смеются и кричат „мазл тов“ при разбивании стакана, превращая красивый обычай, созданный для выражения нашей печали о разрушении иерусалимского Храма, в объект легкомыслия». По его мнению, во многих случаях лучше было бы обойтись без него, чем следовать обычаю, разрушая его смысл.

## Танцы на еврейской свадьбе
Танцы — одна из самых главных традиций хупы. Гости традиционно танцуют перед сидящей парой и развлекают её. Существуют разные виды танцев:
- «Мицва», в котором члены семьи и уважаемые раввины приглашаются на танец перед невестой (или с невестой, если танцуют отец или дед), часто держа специальные ремни, а потом танцуют с женихом. В конце жених и невеста танцуют вместе.
- «Кренцл», в котором мать невесты коронуется венком из цветов, в то время как её дочери танцуют вокруг неё (по традиции, на свадьбе последней незамужней дочери).
- «Мизинке», танец для родителей жениха или невесты, когда сочетается браком их последний ребёнок.
- «Хора», ближневосточный/израильский танец[31], обычно исполняется в качестве второй танцевальной последовательности.
- «Увеселение невесты», в котором гости танцуют вокруг невесты; может включать в себя использование «штиков» — дурашливых аксессуаров, как-то: значков, флагов, костюмов, конфетти и скакалок, сделанных из столовых салфеток.